# Dysmathia glaucoconia
Dysmathia glaucoconia is een vlindersoort uit de familie van de prachtvlinders (Riodinidae), onderfamilie Riodininae.
Dysmathia glaucoconia werd in 1911 beschreven door Stichel.